# TripAdvisor
Tripadvisor.com é um site de viagens que fornece informações e opiniões de conteúdos relacionados ao turismo. Ele também inclui fóruns de viagens interativos. Esse site foi um dos primeiros a adotar um conteúdo gerado pelo usuário, que fornece a maior parte do conteúdo, e é sustentado por um modelo de negócio de publicidade. O Tripadvisor foi fundado em fevereiro de 2000, por Langley Steinert, Stephen Kaufer e outros. O financiamento original foi obtido a partir da Flagship Ventures, do Grupo Bollard e de investidores privados.
A empresa foi comprada pela IAC/InterActiveCorp, em 2004. A IAC desmembrou seu grupo de viagem de negócios sob o nome Expedia, Inc. em agosto de 2005. Afirma ser o serviço mais popular e a maior comunidade de viagens do mundo, com mais de 32 milhões de membros e mais de 100 milhões de comentários e opiniões sobre hotéis, restaurantes, atrações e outros negócios relacionados a viagens.